# Rorà (Italia)
Rorà (Rorà in piemontese; Rourà in occitano) è un comune italiano di 219 abitanti della città metropolitana di Torino in Piemonte.

## Geografia fisica
Il comune si trova in Val Pellice, in destra idrografica del torrente Pellice.

## Origini del nome
Rorà è la trascrizione dell'antico nome del paese, che significa "querceto" (da rou, "quercia"), alludendo ai boschi che anticamente ricoprivano la valle. 

## Storia
La storia di Rorà è quella di tutti i villaggi di montagna del Piemonte: feudo di una casata nobiliare, ovvero i Luserna, diventa successivamente una comunità libera (nel XVII secolo si parlava della Magnifica Comunità di Rorata).
La storia di Rorà è caratterizzata anche (così come diversi comuni circostanti, facenti parte delle cosiddette "valli valdesi") dalla presenza dei valdesi, ossia un movimento religioso nato nel XII secolo a Lione (e tutt'oggi ancora esistente) dalla vicenda di Valdo, un mercante francese benestante che un giorno decise di abbandonare tutti i propri averi per seguire l'insegnamento di Cristo. Il suo movimento, simile per certi versi a quello di Francesco d'Assisi, anche se a sua differenza venne scomunicato dalla Chiesa romana.
Nel XVI secolo i valdesi aderirono alla Riforma protestante, organizzando le loro comunità sul modello calvinista e incontrando l'opposizione del loro sovrano: furono quindi vittime di discriminazioni giuridiche, incarcerazioni, violenze, rischiando di scomparire. Nel 1655 le truppe invasero le valli valdesi e Rorà fu quindi difesa da Giosuè Gianavello e dai suoi uomini. Nel 1686 ci fu una nuova persecuzione, molti vennero deportati e imprigionati, o esiliati in Svizzera, tornando però tre anni dopo in quello che viene conosciuto come il Glorioso rimpatrio. I diritti civili e politici vennero riconosciuti solo il 17 febbraio 1848.
In quanto comune di montagna, Rorà è stata toccata dal fenomeno dell'emigrazione, nella seconda metà dell'Ottocento (soprattutto verso la Francia e il Sud America, fondando la cittadina argentina di Alejandra, con cui il Comune è gemellato), e quindi anche dallo spopolamento; a differenza di altri comuni, però, ha potuto affiancare ad un'economia agricola povera un'attività più redditizia e a livello industriale, fino all'Ottocento con la produzione della calce, e in seguito con la lavorazione della Pietra di Luserna.
Un altro momento storico importante per il paese di Rorà è stato quello della Resistenza, quindi durante la Seconda guerra mondiale, quando tutta la popolazione si è dimostrata solidale non solo verso i partigiani, ma anche verso gli ebrei che avevano trovato rifugio proprio in paese presso alcune famiglie locali. Infatti, dopo i grandi bombardamenti a Torino del 1942, molte famiglie torinesi di origine ebrea sfollarono in Val Pellice, prima a Luserna e poi a Rorà, dove tra il 1943 e il 1945 risiedevano segretamente, con falsa identità, cinque famiglie: De Benedetti, Levi, Amar, Bachi e Terracini. In tutto si trattava di 21 rifugiati che si sono poi salvati, un numero considerevole dal momento che l'intera popolazione di Rorà contava circa 200 persone. Molte testimonianze di quel periodo sono pervenute a noi; vi è ad esempio quella di Roberto Terracini, sculture di Torino, che assieme a sua moglie e sua figlia, trovò rifugio in affitto presso la cascina Vernarea, la cui famiglia proprietaria Pavarin lasciò loro la camera da letto e si stabilì nel fienile. Durante il suo rifugio clandestino a Rorà Roberto Terracini realizzò segretamente molti disegni di vita quotidiana e partigiana, tutti firmati Ferraguti, il cognome con cui coprì la sua vera identità.

### Simboli
(D.P.R. di concessione del 19 giugno 1998)
La ghianda e le foglie di quercia alludono al nome del paese che deriva da rou, "quercia"; la mazza e il bac (un tipo di scalpello) sono simboli dell'attività estrattiva del ferro e della lavorazione della pietra calcarea per la produzione di calce e della Pietra di Luserna; le bande argento e rosse provengono dallo stemma dei conti Luserna che furono feudatari del luogo.

## Monumenti e luoghi d'interesse

### Aree naturali
Il vallone di Rorà conserva in gran parte il suo aspetto naturale e offre perciò l'occasione per interessanti passeggiate in mezzo a boschi di faggi e castagni (particolarmente interessante quello del Parco Montano). La salita sulle alture (Rocca Bera, al confine con Torre Pellice, facile passeggiata alla portata di tutti, e Uvert-Valanza, accessibile tramite larga strada sterrata) offrono ampie vedute sulla pianura.
Sono presenti diversi percorsi naturalistici e storici (si segnalano in particolare quello delle fornaci e del Bric dei bandì), anche per mountain bike, che rientrano nel circuito di piste cicloturistiche del Pinerolese.
Data la natura boschiva del territorio, è bene però accertarsi della loro percorribilità prima di intraprenderli.
La flora della zona comprende il Lou Fraisi di Rouzéi, classificato come albero di interesse monumentale. Parte del territorio comunale ricade nella ZSC Bosco di Pian Prà (Rorà).

## Società

### Evoluzione demografica
Abitanti censiti

## Cultura
Dal 1973 è attiva a Rorà la Società di Studi Rorenghi, associazione che si occupa di promuovere la vita culturale del paese attraverso mostre, conferenze, passeggiate storiche. Museo di Rorà. Come recita il suo Statuto, la Società è finalizzata alla promozione dello studio della storia religiosa e civile della comunità di Rorà; [alla] raccolta di testi, documenti, oggetti attinenti alla vita religiosa, civile, scolastica, famigliare e di lavoro, passata e presente della comunità di Rorà da conservare in un museo aperto al pubblico; [alla] difesa e conservazione dei luoghi e degli edifici storici più significativi per una documentazione della vita passata della comunità e di quelli di importanza paesaggistica; [alla] organizzazione di dibattiti e conferenze illustrative e [alla] elaborazione di progetti e iniziative relative ai problemi attuali o futuri della comunità di Rorà, al fine di potenziarne le possibilità materiali di sussistenza e di difenderne i valori spirituali di cui essa è portatrice.
La Società si occupa inoltre di alcune attività particolarmente importanti: la gestione del Museo, che raccoglie testimonianze della vita del paese (la lavorazione della pietra e della calce, la storia valdese, la vita quotidiana), il laboratorio di artigianato (nato nel 1980 e destinato a bambini e ragazzi) e la produzione di un notiziario che viene distribuito periodicamente ai residenti e agli amici di Rorà.
Il Comune di Rorà aderisce al progetto Residenza multidisciplinare Val Pellice per l’infanzia e le nuove generazione, di cui fanno parte i Comuni della Val Pellice e la Compagnia Nonsoloteatro di Pinerolo. Scopo del progetto, finanziato dalla Regione Piemonte, dalla Comunità Montana e dagli stessi Comuni, è la produzione teatrale destinata a bambini e ragazzi su temi e vicende legate al territorio. Il progetto è stato rinnovato nel 2010 per il triennio 2010-2012. Questa edizione ha per tema Testimonianze di libertà e nel 2010 ha preso in esame la figura di Guglielmo Jervis. La Biblioteca comunale di Rorà ha ospitato il 4 dicembre la lettura del racconto Si chiamava Guglielmo ma tutti lo chiamavano Willy, scritto e interpretato da Guido Castiglia.
Il comune di Rorà aderisce all’Associazione Musicainsieme che fa capo alla Scuola di Musica intercomunale della Val Pellice; contribuisce pertanto al finanziamento della scuola con una quota di partecipazione proporzionale agli iscritti e agli abitanti, e ospita sul suo territorio gli appuntamenti che fanno parte delle rassegne musicali organizzate dalla Scuola, in particolare Suoni d’autunno, importante manifestazione che si svolge ormai da sette anni coinvolgendo gran parte dei Comuni della Valle.
Nel 2017 a Rorà nasce un altro progetto culturale: la Casa col Forno. Si tratta di una realtà di residenza artistica gestita dagli artisti Sergey Balovin e Claudia Beccato. Il progetto ha già attratto a Rorà molti artisti internazionali che qui traggono ispirazione dal contesto naturale e sociale e lavorano condividendo il processo di creazione artistica con la comunità locale.

### Musei
Il Museo valdese, nato nel 1954 ed ampliato nel 2000 con una sezione dell'Ecomuseo della pietra e nel 2007 con una sezione dedicata alla lavorazione della calce.

## Economia
Nell'economia di Rorà hanno sempre convissuto l'agricoltura, l'allevamento e l'attività estrattiva. La più antica è quella del ferro, di cui resta memoria nel toponimo della borgata Fucine. In seguito venne sfruttata la pietra calcarea per la produzione di una calce, realizzata dentro delle fornaci, questo materiale è molto apprezzata (testimoniata dalla località Fornaci, recentemente ripristinata).
Dal 1800 si è poi affermata la lavorazione dello gneiss lamellare, o Pietra di Luserna, diventata per decenni un elemento essenziale dell'economia locale.
Tra le risorse del paese, oltre alla pietra e al legname, è molto importante l’acqua di alcune sorgenti, che viene canalizzata e imbottigliata, per poi essere venduta anche al di fuori dell'Italia.
Infine, non va dimenticato il turismo, risorsa fin dall'inizio del secolo, che ha reso Rorà luogo di villeggiatura: inizialmente in ville e strutture come la Colonia alpina, meta di gruppi di bambini e ragazzi torinesi, poi con la diffusione delle seconde case, infine con l'affermarsi di campeggi e agriturismi.

## Amministrazione
| Periodo | Periodo   | Primo cittadino           | Partito      | Carica  | Note |
| ------- | --------- | ------------------------- | ------------ | ------- | ---- |
| 2004    | 2009      | Adolfo Bartolomeo Rivoira | lista civica | Sindaco |      |
| 2004    | 2009      | Giorgio Odetto            | lista civica | Sindaco |      |
| 2014    | 2019      | Ermanno Marocco           | lista civica | Sindaco |      |
| 2019    | in carica | Claudia Bertinat          | lista civica | Sindaco |      |

### Altre informazioni amministrative
Rorà fa parte della Unione Montana del Pinerolese.